# Centralsjukhuset Karlstad
Centralsjukhuset Karlstad är Värmlands största sjukhus och länssjukhus i Värmlands län. Det är beläget på Kvarnberget i Karlstad. Ytan motsvarar cirka 21 fotbollsplaner. År 2005 tog sjukhuset emot cirka 350 000 besök på de olika mottagningarna.
På sjukhuset finns cirka 3 800 anställda varav cirka 500 läkare, 1 300 sjuksköterskor och barnmorskor, 80 fysioterapeuter, 750 undersköterskor, 750 laboratoriepersonal, 255 vårdadministratörer och 350 servicemedarbetare.